# Pallacanestro Brescia
Pallacanestro Brescia, bis 2020 Basket Brescia Leonessa, ist ein  italienischer Basketballverein. Der Club aus Brescia spielt in der Serie A. Die Spiele werden in der 2018 renovierten Halle PalaLeonessa ausgetragen, welche 5.200 Sitzplätze bietet. Offiziell trägt der Verein den Sponsorennamen Germani Brescia bis 2020 Germani Basket Brescia Leonessa.

## Platzierungen
Seit dem Aufstieg 2016 in die Serie A wurden folgende Platzierungen erreicht:
| Saison  | Serie A                    |
| ------- | -------------------------- |
| 2016/17 | 10. Platz                  |
| 2017/18 | 3. Platz (Halbfinale)      |
| 2018/19 | 12. Platz                  |
| 2019/20 | 3. Platz bei Saisonabbruch |
| 2020/21 | 9. Platz                   |
| 2021/22 | 3. Platz (Viertelfinale)   |
| 2022/23 | 9. Platz                   |
| 2023/24 | 3. Platz (Halbfinale)      |
| 2024/25 | 3. Platz (Finale)          |

## Sponsorennamen
- 2009–2016: Centrale del latte di Brescia
- Seit 2016: Germani

## Erfolge
- Italienischer Pokalsieger: 2023
- Vizemeister: 2025